# لویچاخ
لاویتشاخ (به آلمانی: Leutschach) یک منطقهٔ مسکونی در اتریش است که در لیبنیتس واقع شده‌است. لاویتشاخ ۱٫۱ کیلومتر مربع مساحت دارد ۳۵۲ متر بالاتر از سطح دریا واقع شده‌است.